# Regina rossa (serie televisiva)
Regina rossa (Reina roja) è una miniserie televisiva poliziesca ispano-messicana diretta da Koldo Serra e basata sul romanzo omonimo di Juan Gómez-Jurado.

## Trama
Una coppia insolita di investigatori appartenenti a una agenzia segreta finanziata dall'Unione Europea e formata da Antonia Scott, la persona più intelligente del mondo, e dall'agente di polizia basco Jon Gutiérrez, indaga sull'uccisione del rampollo di una famiglia benestante (i Trueba) e il rapimento di Carla Ortiz, una ricca ereditiera.

## Puntate
| nº | Titolo originale | Titolo italiano | Pubblicazione    |
| -- | ---------------- | --------------- | ---------------- |
| 1  | Un salto         | Un salto        | 29 febbraio 2024 |
| 2  | Un tatuaje       | Un tatuaggio    | 29 febbraio 2024 |
| 3  | Una pastilla     | Una pastiglia   | 29 febbraio 2024 |
| 4  | Una tortilla     | Una tortilla    | 29 febbraio 2024 |
| 5  | Una decisión     | Una decisione   | 29 febbraio 2024 |
| 6  | Un disfraz       | Una maschera    | 29 febbraio 2024 |
| 7  | Un espejo        | Uno specchio    | 29 febbraio 2024 |

## Distribuzione
I sette episodi sono andati in onda dal 29 febbraio 2024 su Prime Video.